# Cécrope II
Cécrope II foi um rei mitológico de Atenas.
Em Eusébio de Cesareia, houve dois reis atenienses de nome Cécrope (Kekrops), o primeiro, Cécrope I, fundador de Atenas, que poderia ser autóctone (existem várias versões sobre seu nascimento),[carece de fontes?] e o segundo, Cécrope II, sucessor de Erecteu, que reinou por quarenta anos e foi sucedido por seu filho Pandião II.
Isaac Newton, para o qual vários personagens da mitologia grega foram duplicados pelos mitógrafos gregos, também considera dois reis de nome Cécrope. O primeiro fundou a Cecrópia na Ática por volta do ano 1 080 a.C., e foi sucedido por Cranau, que era rei em 1 045 a.C.. O segundo era rei em 1 006 a.C., mas, em 1 005 a.C., o rei já era Pandião.

## Antepassados
Seu avô foi Pandião I, filho de Erictônio e da náiade Praxiteia.  Pandião se casou com Zeuxipe, irmã de sua mãe, e teve duas filhas, Procne e Filomela, e dois filhos gêmeos, Erecteu e Butes. Após a morte de Pandião, Erecteu e Butes dividiram a herança paterna, Erecteu ficando com o reino, e Butes tornando-se o sacerdote de Atena e Posidão.
Erecteu se casou com Praxiteia, filha de Frásimo e Diogênia, filha do deus-rio Cefiso. Eles tiveram três filhos, Cécrope, Pandoro e Metião e quatro filhas, Prócris, Creúsa, Ctonia e Orítia.
Atenas entrou em guerra contra Elêusis, e o rei de Elêusis era Eumolpo; ele era filho de Posidão e Quione, filha de Bóreas e Orítia, filha de Erecteu. Durante a guerra, Erecteu perguntou ao oráculo como poderia vencer a guerra, e a resposta foi que ele devia sacrificar uma das suas filhas; ele sacrificou a mais nova, e as outras, por causa de um juramento, se mataram também.

## Reinado
Na batalha, Erecteu matou Eumolpo, e Posidão aniquilou Erecteu e sua casa, passando então o reino para Cécrope II, o filho mais velho de Erecteu.
Cécrope II se casou com Metiadusa, filha de Eupálamo, filho de Metião. Cécrope e Metiadusa foram os pais de Pandião II.

## Sucessão
Após a morte de Cécrope II, seu filho e sucessor, Pandião II, foi expulso de Atenas pelos metiônidas, filhos de Metião.